# موزه ملی هرات
موزه ملی هرات یا موزیم ملی هرات موزه‌ای در هرات افغانستان و دومین موزیم بزرگ در سطح کشور پس از موزیم ملی کابل است. این موزه در سال ۱۹۲۵ به دستور امان‌الله شاه در قلعه اختیارالدین تأسیس شد. بیش از سه هزار اثر باستانی با پیشینه‌ای بالغ بر ۵۰۰۰ سال پیش از میلاد در موزه هرات وجود دارد.

## تنوع آثار
بیشترین آثار موزه هرات را ظروف قدیمی تشکیل می‌دهد. در این موزه آثار باستانی از زمان باختری‌ها، هخامنشی‌ها، طاهریان، سامانیان، غزنویان، غوری‌ها، تیموری‌ها و خوارزمشاهیان وجود دارد.